# Ghiacciaio Swithinbank
Il ghiacciaio Swithinbank (in inglese Swithinbank Glacier) è un ghiacciaio situato sulla costa di Fallières, nella parte sud-occidentale della Terra di Graham, in Antartide. Il ghiacciaio, il cui punto più alto si trova 671 m s.l.m., fluisce verso nord dal versante occidentale dell'altopiano Emimonto fino a raggiungere la costa nord-orientale della  baia Quadrata (in inglese Square Bay).

## Storia
Il ghiacciaio Swithinbank è stato mappato grazie a fotografie aeree scattate dal British Antarctic Survey, che all'epoca si chiamava ancora Falkland Islands and Dependencies Survey (FIDS), durante diverse spedizioni della stessa agenzia effettuate tra il 1946 e il 1959. La formazione è stata poi battezzata dal Comitato britannico per i toponimi antartici in onore di Charles Swithinbank, un glaciologo britannico membro di diverse spedizioni inglesi, neozelandesi e statunitensi in Antartide tra il 1949 e il 1962.